# Partha Dasgupta

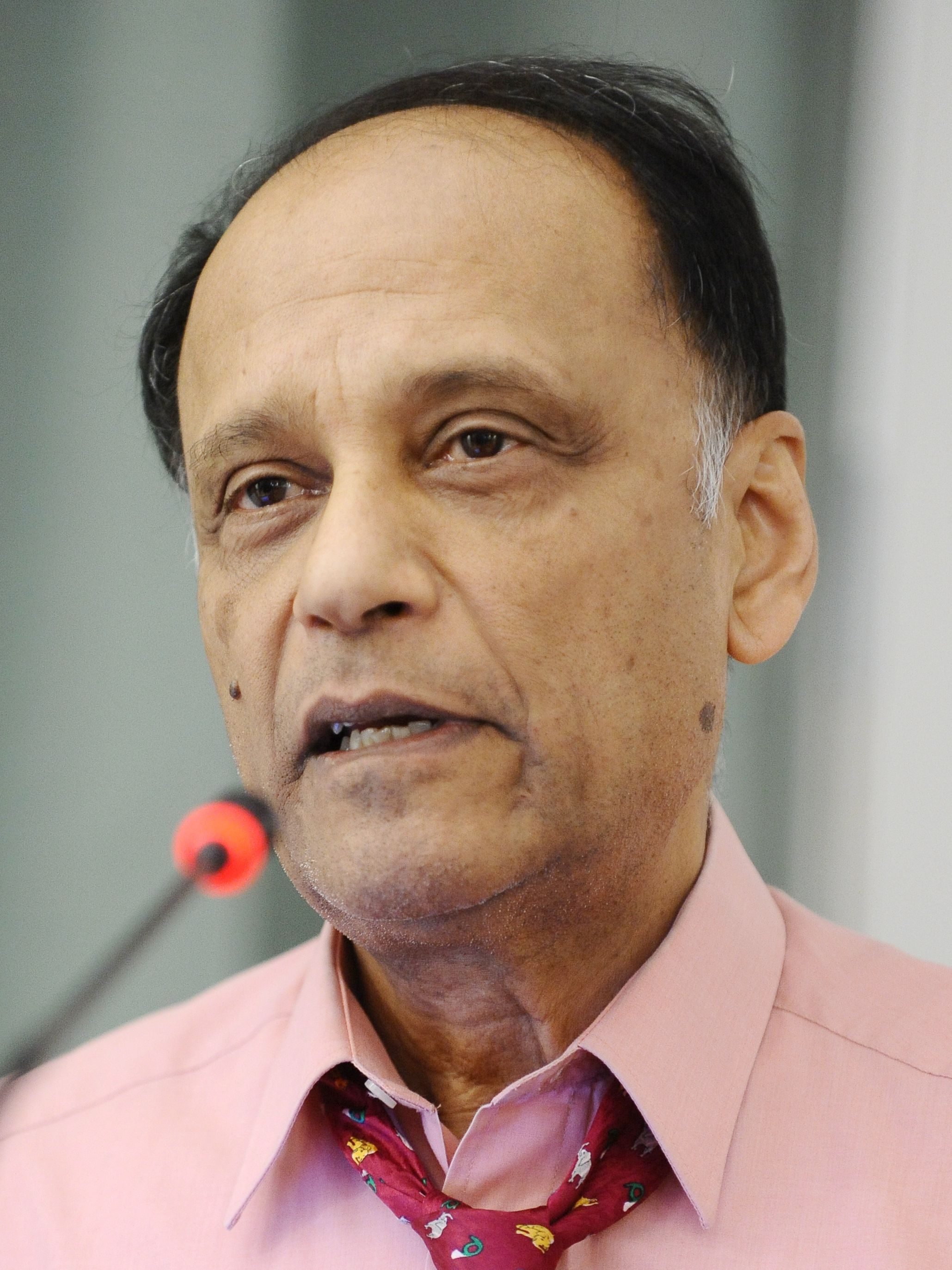
Partha Dasgupta (2013)

Sir Partha Sarathi Dasgupta, GBE (* 17. November 1942 in Dhaka, damals Indien, heute Bangladesch) ist ein Wirtschaftswissenschaftler.

## Leben und Wirken
Partha Dasgupta wurde als Sohn von Amiya Dasgupta und Shanti Dasgupta geboren. 1962 erwarb er den Bachelor of Science in Physik an der University of Delhi. Anschließend ging er an die University of Cambridge, wo er 1965 seinen Bachelor of Arts in Mathematik erhielt und 1968 zum Ph.D. in Wirtschaftswissenschaft promoviert wurde. Bis 1971 forschte er noch an der Trinity Hall, Cambridge, ehe er an die London School of Economics wechselte. Dort war er 1971 bis 1975 Lecturer, 1975 bis 1978 Reader und 1978 bis 1984 Professor für Ökonomie. Seit 1985 ist er als Mitglied des St John’s College Professor für Ökonomie an der University of Cambridge. 1997 bis 2001 war er dort Dekan der Fakultät für Wirtschafts- und Politikwissenschaften. Daneben war er 1989 bis 1992 Professor für Ökonomie und Philosophie an der Stanford University. Gastprofessuren führten ihn an die Carnegie Mellon University (1968–1969), Delhi School of Economics (1970–1971), Stanford University (1974–1975 und 1983–1984), Jawaharlal Nehru University (1978), University of Delhi (1981), Harvard University (1987), Princeton University (1988), London School of Economics (2003), Cornell University (2007; Andrew D. White Professor-at-Large), Universität Kopenhagen (2008; Honorarprofessor für Umweltökonomie), University of Manchester (2008; Professor für Umwelt- und Entwicklungsökonomie). Er ist Fellow des Beijer Institute of Ecological Economics.
Dasgupta forscht auf den Gebieten der Umweltökonomie, Ökologische Ökonomie, Wohlfahrtsökonomik, Entwicklungsökonomie, Ressourcenökonomik, Ökonomie des technologischen Wandels, der Bevölkerung und der Unterernährung, aber auch zu Arbeitslosigkeit, Armut, Wachstumstheorie, Nachhaltigkeit, Spieltheorie, Steuer und Handel, Gerechtigkeit und Staatstheorie. Er ist Autor (zusammen mit Geoffrey Heal) von Economic Theory and Exhaustible Resources (1979), eines der wichtigsten Überblickswerke der Ressourcenökonomik. Seit etwa 2000 forscht er intensiv u. a. mit Kenneth Arrow zum Thema Wohlfahrtsmessung und Nachhaltigkeit (Comprehensive wealth). Er beteiligte sich auch an der durch den Stern-Report ausgelösten Debatte über soziale Diskontierung im Kontext des Klimawandels. Im März 2019 wurde unter Dasguptas Führung die Erarbeitung eines Berichts zur Ökonomik der Biodiversität initiiert, der in Anspielung auf den Stern-Report The Economics of Biodiversity: The Dasgupta Review genannt wurde.
1968 heiratete er Carol Margaret Meade, die Tochter von James Edward Meade. Mit ihr hat er einen Sohn und zwei Töchter.

## Auszeichnungen
- 1967: Stevenson Prize (University of Cambridge)
- 2002: Knight Bachelor („Sir Partha“)
- 2002: Volvo Environment Prize (mit Karl-Göran Mäler)
- 2003: Publication of Enduring Quality Award  (Association of Environmental and Resource Economists) für Economic Theory and Exhaustible Resources (Cambridge University Press, 1979, mit Geoffrey M. Heal)
- 2004: Kenneth E. Boulding Memorial Award (International Society for Ecological Economics) (mit Karl-Göran Mäler)
- 2007: John Kenneth Galbraith Award (American Agricultural Economics Association)
- 2007: Erik Kempe Award (Kempe Foundation, European Association of Environmental and Resource Economics, Universität Umeå) für Uncertainty and Hyperbolic Discounting (in: American Economic Review. Band 95, Nr. 4, 2005, S. 1290–1299, mit Eric S. Maskin)
- 2016: Tyler Prize for Environmental Achievement
- 2022: UN Champions of the Earth Award in der Kategorie „Wissenschaft und Innovation“[2]
- 2023: Knight Grand Cross (GBE)
- 2023: BBVA Foundation Frontiers of Knowledge Award in der Kategorie "Wirtschaft, Finanzen und Management".[3]
- Ehrendoktor: 2000 Universität Wageningen, 2007 Université catholique de Louvain, 2009 Facultés Universitaires Saint-Louis

## Mitgliedschaften
- 1975 Econometric Society (1984–1990 Vorstandsmitglied)
- Royal Economic Society (1988–1993 Vorstandsmitglied, 1998–2001 Präsident)
- 1989 British Academy
- 1991 ausländisches Ehrenmitglied der American Academy of Arts and Sciences
- 1991 Auslandsmitglied der Königlich Schwedischen Akademie der Wissenschaften
- 1997 Ehrenmitglied der American Economic Association
- 1997 Päpstliche Akademie der Sozialwissenschaften
- Europäische Ökonomische Vereinigung (1989–1994 Vorstandsmitglied, 1999 Präsident)
- 2001 Auslandsmitglied der National Academy of Sciences
- 2001 Academy of Sciences for the Developing World
- 2004 Royal Society
- 2005 Auslandsmitglied der American Philosophical Society
- 2009 Auslandsmitglied des Istituto Veneto di Scienze, Lettere ed Arti und Mitglied der Academia Europaea
- European Association of Environmental and Resource Economists (2010–2011 Präsident)
- European Society for Population Economics (1987–1991 Vorstandsmitglied)
- Beijer Fellow, The Beijer Institute of Ecological Economics

## Werke
Dasgupta veröffentlichte mehr als 200 wissenschaftliche Arbeiten.
Bücher
- mit Stephen A. Marglin und Amartya K. Sen: Guidelines for Project Evaluation. United Nations, New York 1972.
- mit Geoffrey M. Heal: Economic Theory and Exhaustible Resources. Cambridge University Press u. a., Cambridge [u. a.] 1979, ISBN 0-7202-0313-9.
- The Control of Resources. Harvard University Press, Cambridge, Mass. 1982, ISBN 0-674-16980-8.
- An Inquiry into Well-Being and Destitution. Clarendon Press, Oxford 1993, ISBN 0-19-828756-9.
- Human Well-Being and the Natural Environment. Oxford University Press, Oxford [u. a.] 2001, ISBN 0-19-924788-9.
- Economics. A Very Short Introduction. Oxford University Press, Oxford [u. a.] 2007, ISBN 978-0-19-285345-5; deutsch als: Die Weltwirtschaft. Eine kleine Einführung (Reclams Universal-Bibliothek, Band 18572). Reclam, Ditzingen 2009, ISBN 978-3-15-018572-8.
- Poverta, Ambiente e Societa. Il Mulino, Bologna 2007, ISBN 978-88-15-11280-4 (Gesammelte Aufsätze in italienischer Übersetzung)
- The Collected Scientific Papers of Partha Dasgupta. Band 1: Institutions, Innovations, and Human Values. Band 2: Poverty, Population, and Natural Resources. Oxford University Press, Oxford 2010, ISBN 978-0-19-956151-3 (beide Bände).

Herausgeberschaft
- mit Yusuf J. Ahmad und Karl-Göran Mäler: Environmental Decision-Making. Hodder and Stoughton, London 1984, ISBN 0-340-34301-X.
- mit Ken Binmore: Economic Organizations as Games. Basil Blackwell, Oxford 1986, ISBN 0-631-14255-X.
- mit Ken Binmore: The Economics of Bargaining. Basil Blackwell, Oxford [u. a.] 1987, ISBN 0-631-14254-1.
- mit Paul Stoneman: Economic Policy and Technological Performance. Cambridge University Press, Cambridge 1987, ISBN 0-521-34555-3.
- Issues in Contemporary Economics. Band 3: Policy and Development. (Publications of the International Economic Association, Band 100). Macmillan, Basingstoke, Hampshire [u. a.] 1991, ISBN 0-333-52479-9.
- mit Douglas Gale, Oliver Hart und Eric S. Maskin: Economic Analysis of Markets and Games. Essays in Honor of Frank Hahn. MIT Press, Cambridge, Mass. [u. a.] 1992, ISBN 0-262-04127-8.
- mit Karl-Göran Mäler: The Environment and Emerging Development Issues. 2 Bände, Clarendon Press, Oxford [u. a.] 1997, ISBN 0-19-828767-4, ISBN 0-19-828768-2.
- mit Karl-Göran Mäler und Alessandro Vercelli: The Economics of Transnational Commons. Clarendon Press, Oxford 1997, ISBN 0-19-829220-1.
- mit Giorgio Barba Navaretti, Karl-Göran Mäler und Domenico Siniscalco: Creation and Transfer of Knowledge. Springer, Berlin [u. a.] 1998, ISBN 3-540-64426-1.
- mit Ismail Serageldin: Social Capital. A Multifaceted Perspective. World Bank, Washington D.C. 1999, ISBN 0-8213-4562-1.
- mit Bengt Kriström und Karl-Gustaf Löfgren: Economic Theory for the Environment. Essays in Honour of Karl-Göran Mäler. Edward Elgar, Cheltenham [u. a.] 2002, ISBN 1-84064-887-2.
- mit Karl-Göran Mäler: The Economics of Non-Convex Ecosystems (= Environmental & resource economics, Band 26 (2003), Nr. 4). Kluwer Academic Publishers, Dordrecht [u. a.] 2003.

Artikel (Auswahl)
- On the Concept of Optimum Population. In: Review of Economic Studies. Band 36, Nr. 107, Juli 1969, S. 295–318.
- mit Joseph E. Stiglitz: Benefit-Cost Analysis and Trade Policies. In: Journal of Political Economy. Band 82, Nr. 1, Januar–Februar 1974, S. 1–33.
- On Some Alternative Criteria for Justice Between Generations. In: Journal of Public Economics. Band 3, November 1974, S. 405–423.
- mit Geoffrey M. Heal: The Optimal Depletion of Exhaustible Resources. In: Review of Economic Studies. Band 41, 1979, S. 3–28.
- mit Peter J. Hammond und Eric S. Maskin: The implementation of social choice rules. In: Review of Economic Studies. Band 46, 1979, S. 185–216.
- mit Joseph E. Stiglitz: Uncertainty, Industrial Structure and the Speed of R&D. In: Bell Journal of Economics. Band 11, Januar 1980, S. 1–28.
- mit Joseph E. Stiglitz: Industrial Structure and the Nature of Innovative Activity. In: Economic Journal. Band 90, Juni 1980, S. 266–293.
- Utilitarianism, Information and Rights. In: Amartya K. Sen und Bernard Williams (Hrsg.): Utilitarianism and Beyond. Cambridge University Press, 1982, ISBN 0-521-24296-7.
- Resource Depletion, Research and Development and the Social Rate of Discount. In: Robert C. Lind (Hrsg.): Discounting for Time and Risk in Energy Policy. Johns Hopkins University Press, Baltimore 1982, ISBN 0-8018-2709-4, S. 273–305; auch in: R. Layard und S. Glaister (Hrsg.): Cost-Benefit Analysis. Cambridge University Press, Cambridge [u. a.] 1994, ISBN 0-521-46128-6.
- mit Richard J. Gilbert und Joseph E. Stiglitz: Strategic Considerations in Invention and Innovation. The Case of Natural Resources. In: Econometrica. Band 51, Nr. 5, 1983, S. 1439–1448.
- mit Kenneth Arrow et al.: Economic Growth, Carrying Capacity, and the Environment. In: Science. Band 268, 1995, S. 520–521.
- mit Karl-Göran Mäler: Net national product, wealth and social well-being. In: Environment and Development Economics. Band 5, 2000, S. 69–93.
- mit Kenneth Arrow u. a.: Are We Consuming too Much? In: The Journal of Economic Perspectives. Band 18, Nr. 3, 2004, S. 147–172.

Würdigungen
- Scott Barrett, Karl-Göran Mäler, Eric S. Maskin: Environment and Development Economics: Essays in Honour of Sir Partha Dasgupta. Oxford University Press, Oxford 2014, ISBN 978-0-19-967785-6.